# Os interpariétal
L'os interpariétal (ou os de l'Inca, ou os épactal ou os sus-occipital) est un faux os wormien, résultant d'une fusion interpariétale incomplète de l'écaille de l'os occipital. Il peut adopter une forme triangulaire, rectangulaire, losangique, en M, être bi ou tripartite. Il peut également être lié à certaines situations pathologiques.
Il a été très tôt remarqué sur les momies Incas. Le trait, plus ou moins marqué, représente plus du quart des crânes dans les fouilles péruviennes. 
Il existe dans d'autres populations avec des prévalences variées, le trait est plus fréquent parmi les populations sub-sahariennes (15 % au Nigéria), tibétaines, Nord-Est du subcontinent indien, il est bien plus rare dans le reste de l'Asie, en Europe, Amérique du Nord et Australie.